# Krasnoturanskij rajon

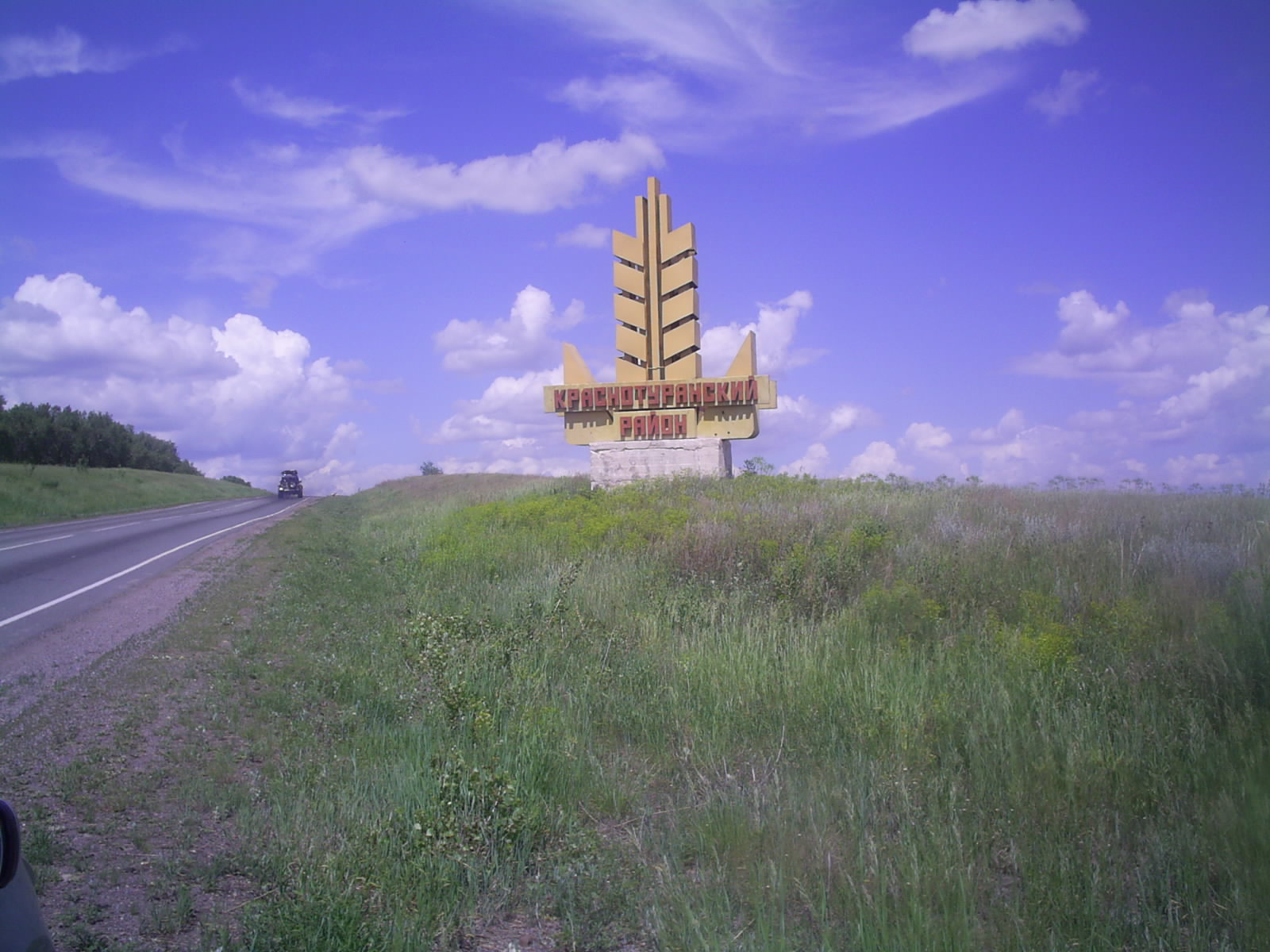
Cartello stradale all'ingresso nel rajon.

Il Krasnoturanskij rajon è un rajon (distretto) del kraj di Krasnojarsk, nella Russia siberiana centrale; il capoluogo è il villaggio (selo) di Krasnoturansk.